# Varronia revoluta
Varronia revoluta är en strävbladig växtart som först beskrevs av Joseph Dalton Hooker, och fick sitt nu gällande namn av A. Borhidi. Varronia revoluta ingår i släktet Varronia och familjen strävbladiga växter. Inga underarter finns listade i Catalogue of Life.